# 拉福雷迪唐普勒
拉福雷迪唐普勒（法語：La Forêt-du-Temple，法語發音：[la fɔʁɛ dy tɑ̃pl]）是法国克勒兹省的一个市镇，位于该省北部，和安德尔省接壤，属于盖雷区。

## 地理
拉福雷迪唐普勒（46°25'15"N, 1°54'10"E）面积7.72 平方千米，位于法国新阿基坦大区克勒兹省，该省份为法国中部省份，位于法國中央高原西北部，北起安德尔省和谢尔省，西接维埃纳省，南至科雷兹省，东临多姆山省，东北与阿列省接壤。
与拉福雷迪唐普勒接壤的市镇（或旧市镇、城区）包括：沃夫尔河畔克罗宗、卢杜埃圣皮埃尔、莫尔特鲁、努济耶、艾居朗德、克勒旺。
拉福雷迪唐普勒的时区为UTC+01:00、UTC+02:00（夏令时）。

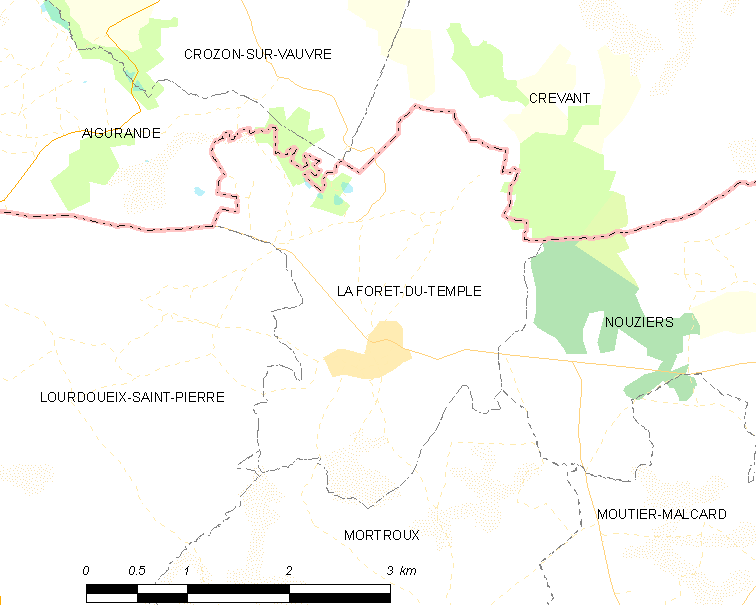
拉福雷迪唐普勒的OSM定位图

## 行政
拉福雷迪唐普勒的邮政编码为23360，INSEE市镇编码为23084。

## 政治
拉福雷迪唐普勒所属的省级选区为博纳县。

## 交通
克勒兹省省道D990线经过境内。

## 人口

1962-2008年间拉福雷迪唐普勒人口变化图示

拉福雷迪唐普勒于2022年1月1日时的人口数量为143人。